# Robert Garcia (activista)
Robert Garcia (1962-1993) fue un activista gay mexicano-estadounidense y miembro fundador de ACT UP. En las décadas de 1980 y 1990 estuvo muy involucrado en los movimientos políticos y por los derechos del SIDA.

## Background
García nació en 1963 y se crio en Whittier. El origen étnico de García era mitad navajo y mitad mexicano, que, además de ser gay, eran las partes más importantes de su identidad según García. García asistió a la Universidad del Sur de California y se mudó a la ciudad de Nueva York después de graduarse en a mediados de la década de 1980. Fue un miembro importante de ACT UP-Nueva York, donde lideró varias acciones y manifestaciones de ACT UP (incluida la acción de Wall Street de 1988). También participó en el activismo latino y proabortista y fue miembro fundador de la organización nacional Men of All Colors Together.
Además de su activismo, García estuvo involucrado con las artes. Fundó el colectivo de video House of Color y escribió poesía. En un poema de 1990, escribió: «Me susurraba a mí mismo mientras marchaba, gritaba, manifestaba, contraatacaba: Robert, cada paso es una lágrima que no quieres llorar, cada arresto es un acto de esperanza.» Continúa: «No sé qué representa ACT UP, un poco de orden en este caos que conocemos como la crisis del SIDA». En 1990, apareció junto a Larry Kramer, Mark Harrington, Peter Staley y Ann Northrop para hablar sobre ACT UP después de la controvertida acción Stop the Church en la Catedral de San Patricio.
García murió de complicaciones debido al SIDA en la ciudad de Nueva York en 1993. Sus documentos personales se encuentran en la Universidad de Cornell.